# Thelma Thall

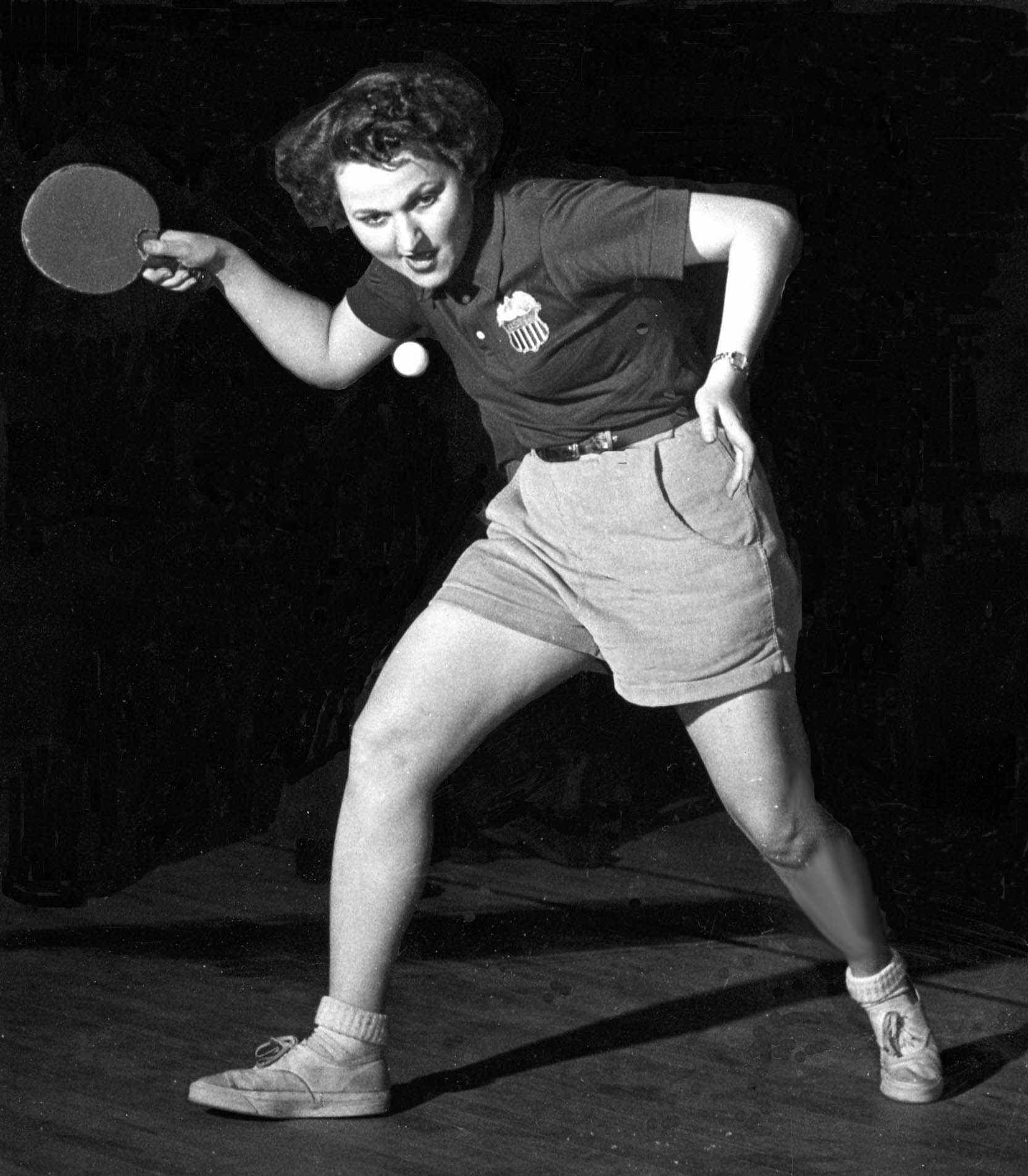
Thelma Thall „Tybie“ Sommer, 1948, Vorhandunterschnittball

Thelma „Tybie“ Thall, verheiratet Sommer (* 3. Dezember 1924 in Columbus, Ohio) ist eine ehemalige US-amerikanische Tischtennisspielerin. In den 1940er Jahren gewann sie  bei Weltmeisterschaften zwei Goldmedaillen.

## Namen
Zunächst spielte sie unter ihrem Geburtsnamen Thelma Thall. Oft wurde sie auch Tybie gerufen. 1949 heiratete sie Norman Sommer. Sie ist die Schwester von Leah Neuberger.

## Weltmeisterschaften
1948 und 1949 nahm Thelma Thall an den Weltmeisterschaften teil. 1948 wurde sie zusammen mit Dick Miles Weltmeister in Mixed. Mit ihrer Schwester Leah erreichte sie im Doppel nach Siegen u. a. gegen das Weltklassedoppel Pritzi/Rozeanu das Halbfinale, in dem sie ihren Landsleuten Margaret Franks/Vera Thomas unterlagen.
1949 gewann sie in Stockholm ihre zweite Goldmedaille, und zwar im Mannschaftswettbewerb. Im Einzel holte sie Bronze.
1980 wurde Thelma Thall in die US-Hall of Fame aufgenommen, 2005 erhielt sie wegen ihrer Verdienste für den Tischtennissport den Mark Matthews Lifetime Achievement Award.
Thelma Thall spielte noch bis ins hohe Alter Tischtennis.

## Turnierergebnisse
| Verband | Veranstaltung     | Jahr | Ort       | Land | Einzel     | Doppel     | Mixed     | Team |
| ------- | ----------------- | ---- | --------- | ---- | ---------- | ---------- | --------- | ---- |
| USA     | Weltmeisterschaft | 1949 | Stockholm | SWE  | Halbfinale | letzte 32  | letzte 64 | 1    |
| USA     | Weltmeisterschaft | 1948 | Wembley   | ENG  | letzte 16  | Halbfinale | Gold      | 5    |